# Gino Colaussi
Gino Colaussi właśc. Luigi Colàusig (ur. 4 marca 1914 w Gradisca d’Isonzo, zm. 27 lipca 1991 w Trieście), włoski piłkarz, napastnik. Mistrz świata z roku 1938.
W reprezentacji Włoch rozegrał 25 spotkań i zdobył 15 bramek. Debiutował w 1935 w meczu z Czechosłowacją, ostatni raz w reprezentacyjnej koszulce wybiegł na boisko w 1940. Podczas MŚ 38 zagrał w trzech spotkaniach Italii i strzelił 4 bramki w tym dwie w finale z Węgrami.
Był wówczas piłkarzem Triestiny. W Serie A grał także w Juventusie oraz Vicenzy.